# Abdul Hannan
Abdul Hannan (urdu: عبد الحنان) (ur. 8 września 1990) – pakistański piosenkarz i autor tekstów. W 2024 roku zadebiutował z piosenką „O Yaara” z 15. sezonu Coke Studio Pakistan we współpracy z Kaavishem.
Hannan urodził się i wychował w Karaczi w rodzinie muzyków z ludu beludżów. Dzieciństwo spędził w Lahaur, gdzie uczył się w szkole podstawowej, a później uczęszczał do Instytutu Ghulam Ishaq Khan (GIKI) w Topi w Swabi. W dzieciństwie mieszkał w Berlinie w Niemczech, a po przybyciu Bikhry do grona słuchaczy skłonił go do powrotu do rodzinnego Pakistanu. Jego singiel „Faaslay” z 2020 roku stał się hitem po tym, jak po jego wydaniu stał się wirusowy na pakistańskiej scenie muzycznej. 
11 lutego 2022 roku wydał „Bikhra”, a później 18 marca 2022 roku wydał „Iraaday”, który miał ogromny zasięg. Obydwa utwory dominowały na pakistańskich listach przebojów przez ponad 100 tygodni z rzędu, a jednocześnie odbiły się szerokim echem na międzynarodowych listach przebojów. „Bikhra” wylądował na pierwszym miejscu, podczas gdy „Iraaday” przez kilka miesięcy plasowało się tuż za nim na drugim miejscu, a ich piosenka „Iraaday” zyskała międzynarodowe uznanie, pojawiając się na Playliście Roku Sekretarz Stanu Stanów Zjednoczonych, Antony Mrugni. Jedno z jej kolejnych wydawnictw, „Siyah”, również znalazło się w pierwszej dziesiątce pakistańskich list przebojów, co czyni go trzecią jej piosenką. Jego muzyka niezmiennie plasuje się na liście 10 najczęściej odtwarzanych artystów w Spotify w Pakistanie, a jego muzyka utrzymuje się na listach przebojów od 2022 roku. Od 2023 roku dyskografia Abdula Hannana zgromadziła miliony odtworzeń, co czyni go jednym z najczęściej słuchanych artystom z Pakistanu i Indii.
W marcu 2024 r. Abdul Hannan wziął udział w projekcie Red Bull Red Bull Off The Roof. Jego pierwszy debiut miał miejsce w 2022 r., kiedy opowiedział i szczegółowo opisał swój rozwój jako muzyka oraz ewolucję muzyki na żywo w Pakistanie. W 2024 roku Hannan pojawił się na 8-utworowym albumie Zaedena „Zaeden 02”; „Album wpisuje się w sposób przekazywania dziecięcej natury poprzez muzykę” – mówi indyjska piosenkarka Zaeden. Według Rolling Stones singiel „kya hua?” to wytchnienie w środku albumu, zawierające melodię z chwytliwymi akordami wykonanymi na prostych instrumentach.
W 2024 roku Abdul Hannan zadebiutował udziałem w 15. sezonie Coke Studio Pakistan na światowej sławy platformie muzycznej Coke Studio Pakistan. Ich piosenka „O Yaara” stała się punktem kulminacyjnym sezonu i otrzymała dużą liczbę odtworzeń. Wiadomość rozeszła się w połowie stycznia 2024 r., kiedy Warner Music Group ogłosiła partnerstwo z Giraffe Pakistan. Umowa, która dała Warner Music South Asia, części Warner Music Group, wyłączne prawa do dystrybucji muzyki wyprodukowanej na sezon 15 Coke Studio Pakistan. Coke Studio Pakistan podkreśliło wspólny charakter sezonu poprzez sztukę i koleżeństwo.

## Dyskografia

### Pojedynczy
- "Faaslay" (2020)
- "Jaanu Na" (2021)
- "Haaray" (2021)
- "Ghruroor" with Izzchughtai (2021)
- "Bikhra" with Rovalio (2022)
- "Iraaday" with Rovalio (2022)
- "Siyah" with Wankelmut (2022)
- "Gawara" (2022)
- "Zamanay" (2022)
- "Raabta" with Rovalio (2023)
- "O Yaara" with Kaavish (2024)
- "Khusnaseebi" (2024)
- "kya hua?" with Zaeden (2024)[16]